# Studio (musikgrupp)
Studio är ett Göteborgsbaserat musikprojekt som grundades av Dan Lissvik, 2000, på Konsthögskolan Valand. Projektet växte och blev till en duo när Rasmus Hägg gick med 2001. Dan Lissvik utexaminerades från konstskolan Valand 2004 och Rasmus Hägg har gått på Fotohögskolan i Göteborg. 
Dan Lissvik och Ola Borgström startade skivbolaget Service, 2000, för att ge ut Dan's musik. Studio och Service har påverkat och influerat svenskt musikliv genom sina klubbar, stora fester på Konsthögskolan Valand och Studio formgav flera skivomslag för skivbolaget genom åren. Service har inhyst artister som Jens Lekman, The Embassy och The Tough Alliance. 
Studio lämnade Service 2004-2005 och fortsatte att släppte skivor på det egna skivbolaget Information. Under 2006 blev de mycket omtalade internationellt och senare även i Sverige, trots att de då bara släppt ett par, sparsamt upptryckta vinylskivor som var svåra att få tag på. Studios musik brukar beskrivas som balearisk.
I januari 2007 släppte Studio skivan ”Yearbook 1” som är en samling av deras tidigare utgåvor vilka tidigare bara funnits att tillgå på vinyl. På P3 Guld-galan i januari 2007 utsågs Studio till årets pop. Senare samma år i april gav sig duon ut på en turné kallad "Studio Palooza", som också titulerades "April Fool's Slow Blow Hang Loose Skandinavian Tour".
2008 släppte man en samling av remixer av andras låtar på skivan ”Yearbook 2”. Samma år började Dan Lissvik producera andra artister  och remixa internationella akter samtidigt som Rasmus Hägg började samarbeta med El Perro Del Mar för att producera och spela in skivan "Love is not Pop" som kom ut i början av 2009. Dan Lissvik släppte i november 2008 sin debutskiva "7trx + intermisson" och meddelade då att ”Yearbook 3” inte kommer att vara en studioskiva utan möjligen ska innehålla material från de andra artisterna på Information.
Under 2009 startade Dan Lissvik ett nytt projekt med Fredrik Lindson i The Embassy som heter The Crêpes. Debut-Lp:n "What Else?" släpptes i juli på Information. Den kom även ut som CD och Mp3 i september samma år.
I december 2011 meddelade Dan Lissvik på sin hemsida att Studio har splittrats och att skivbolaget Information har lagts ner.
I november 2014 släppte Dan Lissvik ett instrumentalt album under sitt nya projekt "Atelje".

## Diskografi

### CD-album
- 2007 – Yearbook 1 (Information, distribuerad av Border)
- 2007 – West Coast (Information, distribuerad av Amato)
- 2008 – Yearbook 2 (Information, distribuerad av Border)

### 7" och 12"
- 2001 – The End of Fame (Service) (7", begränsad till 300 ex.)
- 2002 – The Jungle (Service) (7", begränsad till 300 ex.)
- 2002 – Down Here, Like You (Service) (7", begränsad till 300 ex.)
- 2006 – No Comply  (Information) (12", begränsad till 500 ex.)
- 2006 – West Coast  (Information) (LP, begränsad till 500 ex.)
- 2007 – Life's A Beach!  (Information) (12", begränsad till 500 ex.)
- 2007 – West Coast  (Information) (2xLP, distribuerad av Amato.)
- 2007 – West Side Part 1&2  (Information) (7", begränsad till 1000 ex.)